# Dary Dasuda
Dary Dasuda – nigerski bokser, uczestnik Letnich Igrzysk Olimpijskich 1968.
W 1968 roku na igrzyskach olimpijskich w Meksyku, startował w turnieju w wadze koguciej. Odpadł już w pierwszej rundzie, po porażce z Sulleyem Shittu z Ghany (przegrał różnicą punktów 1-4).